# فرودگاه شرق ال‌اوینت
فرودگاه شرق ال‌اوینت (به انگلیسی: Sharq Al-Owainat Airport) یک فرودگاه همگانی با کد یاتا GSQ است که یک باند فرود آسفالت دارد و طول باند آن ۳۵۰۰ متر است. این فرودگاه در کشور مصر قرار دارد و در ارتفاع ۲۶۲ متری از سطح دریا واقع شده است.